# Cyathissa percara
Cyathissa percara là một loài bướm đêm trong họ Noctuidae.